# 焦砷酸钠
焦砷酸钠是一种无机化合物，化学式为Na4As2O7，它可以C2/c空间群结晶。它可由砷酸氢二钠在900 °C分解得到。它和氧化钠在500 °C反应，可以得到Na5OAsO4。